# Пелим (річка)
Пели́м (рос. Пелы́м) — річка у Росії, ліва притока Тавди (басейн Обі), тече у Свердловській області. Четверта за довжиною річка Свердловської області.

## Фізіографія
Пелим бере початок на східних схилах Північного Уралу в Івдельському районі на крайній півночі Свердловської області за 75 км північніше міста Івдель, на висоті близько 140 м над рівнем моря. Від витоку кількадесят кілометрів тече у північному напрямку поки перед самим кордоном з Ханти-Мансійським АО не робить різкий заворот на схід, а невдовзі — на південний схід. Звідси Пелим тече у південно-східному і південному напрямку по заболоченій тайговій місцевості у західній частині Західно-Сибірської рівнини. У середній і нижній течії річище Пелиму дуже звивисте з численними меандрами і старицями. Удовж основного русла річки існує велика кількість дрібних озер; в низов'ях, приблизно за 50 км від гирла Пелим протікає крізь крупне озеро Пелимський Туман (66,7 км²) — найбільше озеро Свердловської області. Пелим витікає з озера двома рукавами: лівий — власне Пелим і правий — Малий Пелим; десь через 20 км обидва рукави знову зливаються. Невдовзі після цього поблизу від однойменного села Пелим річка зливається з Тавдою, найбільшою притокою Тоболу; місце злиття знаходиться на висоті 54 м над рівнем моря.
Найдовші з приток — Великий Оус (права), Талим і Нерп'я (ліві) зливаються з Пелимом у верхній течії. Басейн Пелиму, затиснутий справа басейнами Лозьви і Тавди, а зліва — Конди, у середній течії і низов'ях досить вузький, тому притоки тут незначні і короткі; найбільша з них — Кондінка — впадає в Пелим перед самим гирлом.
Ширина русла в районі смт Пелим у верхів'ях 40 м; після злиття з Великим Оусом розширюється до 100 м.

## Гідрологія
Довжина річки 707 км, площа басейну 15 200 км², середньорічний стік у гирлі близько 100 м³/с. Живлення переважно снігове. Пелим замерзає у жовтні, скресає у квітні.
За результатами вимірянь, проведених за 412 км від гирла біля смт Пелим у 1966—1989 роках середньорічний стік становив 26,9 м³/с. Багаторічний мінімум стоку спостерігався у березні (2 м³/с), максимум — у травні (121,3 м³/с). За період спостережень абсолютний мінімум місячного стоку (0,65 м³/с) спостерігався у січні 1967 року, абсолютний максимум — у травні 1974 (250 м³/с).

### Притоки
(відстань до гирла)
- 29 км: Кондінка
- 66 км: Малий Пелим
- 72 км: Поллуб
- 87 км: Літня
- 109 км: Похманка
- 189 км: Полинья
- 205 км: Велика Войтья
- 214 км: Ушпол
- 220 км: Коутья
- 253 км: Тахтим'я
- 261 км: Котилья
- 300 км: Великий Оус
- 300 км: Яния
- 336 км: Нерп'я
- 364 км: без назви
- 390 км: Атим'я
- 393 км: без назви
- 406 км: Талим
- 410 км: Кершаль
- 432 км: Сімс'я
- 438 км: Люлья
- 450 км: Янигпаих'я
- 452 км: Єр'я
- 458 км: Анян'я
- 463 км: Портколин'я
- 486 км: Маньсоюм'я
- 499 км: Ховт'я
- 502 км: Союм'я
- 511 км: Щоща (Щещ'я)
- 534 км: Лям'я
- 584 км: Талт'я
- 593 км: Посир'я
- 613 км: Ворник
- 624 км: без назви
- 643 км: Какв'я
- 666 км: Ахтасимполум
- 691 км: Саска

## Інфраструктура
Пелим судноплавний на 185 км від гирла до села Шантальська; раніше судноплавний відрізок простягався на 245 км до села Портах. Річка використовується для лісосплаву.
Пелим тече по рідконаселеній території Івдельського і Гарінського районів на півночі Свердловської області. У північній, менш заболоченій частині його басейну розвинене лісівництво.
У верхів'ях, біля однойменного смт Пелим річку перетинає залізнична лінія Сєров — Івдель — Приоб'є, яка з'єднує нафто- і газодобувні райони лівобережжя нижньої Обі з залізничною мережею Росії. Річку тут також перетинають магістральні нафто- і газопроводи, по яким нафта і газ постачається до Центральної Росії і далі до Європи.
У 1930-х роках у цих місцях існували табори ГУЛАГу, про які Анджей Кламт і Ульріх Ридзевский у 1998 році зняли документальний фільм «Пелим», відзначений призами на багатьох кінофестивалях.
Населенні пункти на річці: Верхній Пелим, Гаревка, Пелим, Шантальська, Єреміно, Веншина, Пелим. Два поселення на річці носять її назву: смт Пелим в Івдельському районі і село Пелим біля злиття Пелиму з Тавдою.
Село Пелим належить до числа найстаріших російських поселень на схід від Уральських гір. Пелим був заснований у 1592 році і лежав на найстарішому водно-наземному шляху, що вів з європейської Росії вглиб Сибіру. На початку XVII ст., коли головний торговий шлях став проходити південніше, спочатку через Верхотур'я, а потім — через Єкатеринбург, Пелим утратив своє значення і занепав. У XVIII ст. Пелим служив місцем засилання опальних царедворців, зокрема Бірона і Мініха.
Автодоріг з твердим покриттям в басейні Пелиму немає. Для обслуговування лісозаготівель у 1940-х роках було прокладено кількасот кілометрів вузькоколійних залізниць, три з яких експлуатуються до сих пір (станом на 2009 рік). Одна з них з'єднує село Мальтья на правобережжі Пелиму з селом Корпія на Лозьві і перетинає Пелим в селі Верхній Пелим. Друга починається в селі Гаревка на лівому березі Пелиму з селом Новошипичний на Лозьві. Третя знаходиться у низов'ях Пелиму; вона відходить від Пуксинки на лівому березі Тавди за декілька кілометрів вище злиття з Пелимом і тягнеться на 80 км на північ приблизно паралельно руслу Пелиму до села Ринта.